# Адрар (округ)
Адра́р (араб. ولاية أدرار ‎) — округ Алжира. Имеет одноимённое название с его административным центром, вилайетом и коммуной. Это наиболее населённый округ вилайета, в нём проживает 88 266 человек (по состоянию на 2008г.).
Округ делится на 3 коммуны:
- Адрар
- Боуда
- Оулед Ахмед Тимми